# Waunana modesta
Waunana modesta is een spinnensoort uit de familie trilspinnen (Pholcidae). De soort komt voor in Panama en is de typesoort van het geslacht Waunana.